# アリシア・デ・ラローチャ

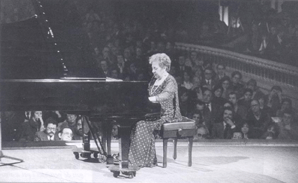
アリシア・デ・ラローチャ (1985)

アリシア・デ・ラローチャ・デ・ラカジェ（Alicia de Larrocha de la Calle, 1923年5月23日 - 2009年9月25日）は、スペインのピアニストで、20世紀を代表するピアニストの一人。
スペイン・ピアノ界の長老として幼少期から約70年にわたって長いキャリアを誇っていた。ロイターはラローチャをスペイン史上最大のピアニストと称したほか、タイム は世界で最も優れたピアニストの一人と呼んだ。グラミー賞を4度受賞しているほか、アストゥリアス皇太子賞、ユネスコ賞等、様々な受賞歴がある。

## 人物

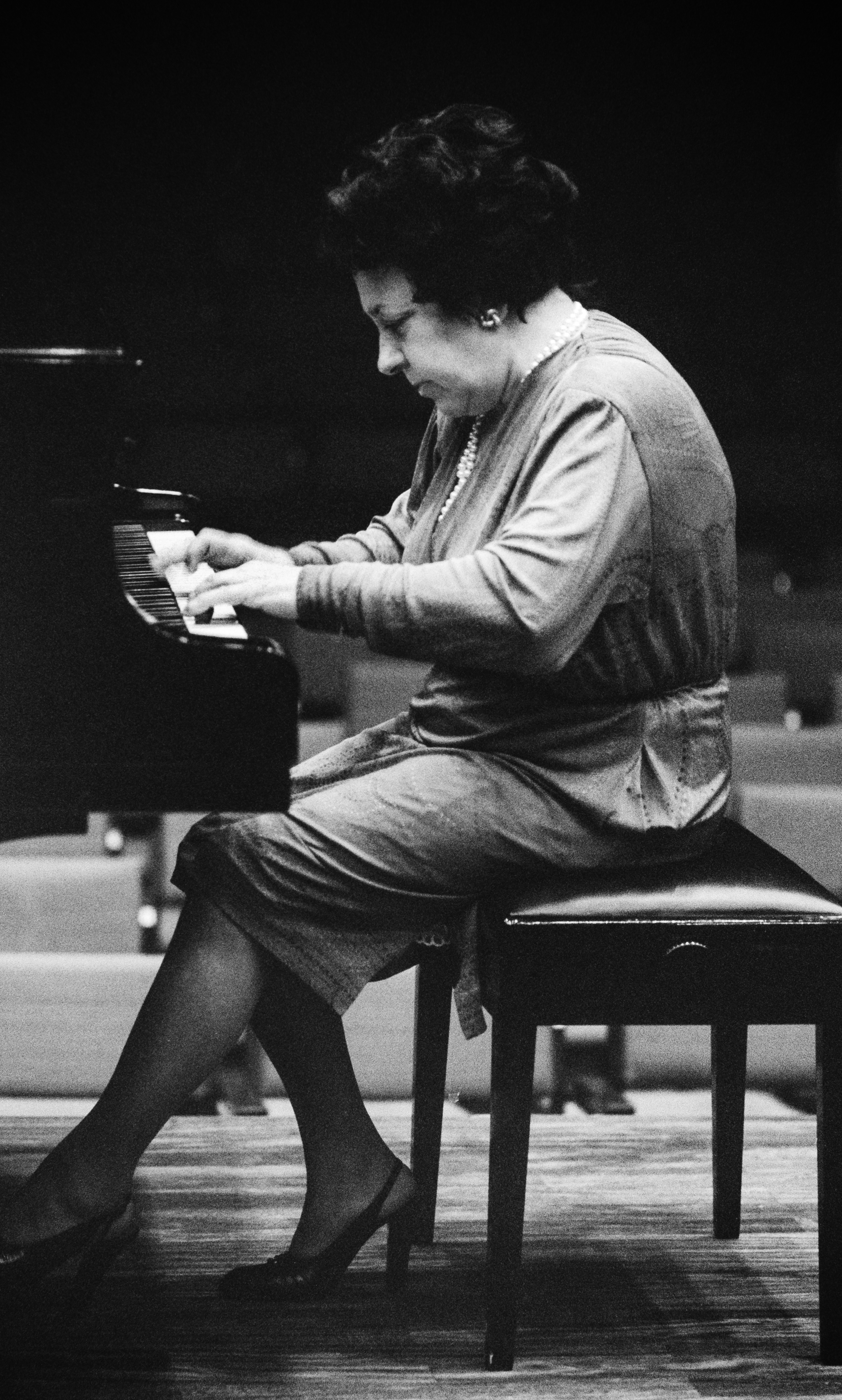
アリシア・デ・ラローチャ (1980)

カタルーニャ州バルセロナ生まれ。音楽一家であり、父親はバイオリン、母親と叔母はエンリケ・グラナドスの生徒だった。読み書きを覚える前に音符を覚え、叔母のピアノ演奏を聴いた後、すぐにそれをピアノで自ら演奏したことから、神童と言われ、3歳の時点で、地元バルセロナでグラナドスの愛弟子であるフランク・マーシャルに師事することになった。5歳の時に、バルセロナ万国博覧会 にて初舞台を踏んで、翌年にはカタルーニャ音楽堂にて、ベートーヴェン、グラナドス、シューマンからなるプログラムでデビューし、驚くべき解釈の成熟さで大衆と批評家に大きな感銘を与えた。1947年に、カナリア諸島やモロッコでの公演、ローザンヌでの大成功を経て、国際的に活躍するようになり、ヨーロッパ各地のオーケストラと共演した。1950年には、同じくピアニストのジョアン・トーラと結婚。トーラは妻を助けることに専念するために、自らのピアニストとしてのキャリアは諦めて、妻を献身的に支え続けた。２人の間には二人の子供がいる。とは言え、ラローチャの名前が真に国際的に不動のものとなるのは、1954年にアメリカでデビューをしてからである。60年代には、年間120回を超えるコンサートやリサイタルに出演するなど、積極的な活動を晩年になるまで続けた。1974年、1975年、1988年、1991年にはグラミー賞を受賞。活動に制限をかけ始めたのは2000年になってからで、2003年には世界各地で引退コンサートやリサイタルを行った。
アルベニスやグラナドス、ファリャ、モンポウ、モンサルバーチェといったスペイン近代音楽の演奏や、19世紀から20世紀のスペインのピアノ音楽の第一人者として一般的には有名で、イギリスでの成功以降は、マイラ・ヘスを継ぐ「ピアノの女王」とも呼ばれた。手が小さく8度しか届かないにもかかわらず、色彩豊かでありながら陰影に富み、美しく照り輝く音色、正確な演奏技巧、音楽の自然な呼吸と安定感ある曲の運び、独自の抒情的美しさによって、モーツァルトやショパン、シューベルト、シューマン、ラフマニノフにも優れた解釈を示し、コンサートやレコーディングに華々しい活躍を見せた。
1978年のインタビューでは、「私は、人生におけるいかなるものにおいても「最高」があるとは思いません。 しかし、グラナドスはスペインの偉大な作曲家の一人であり、私の意見では、真のロマン派の風味を捉えた唯一の作曲家だと思います。 彼のスタイルは貴族的でエレガントで詩的で、ファリャやアルベニスとはまったく異なったものです。 同じスペイン音楽といっても、私にとっては、それぞれが別の世界に位置しています。 ファリャはジプシー音楽の精神を真に捉えた人でした。 そしてアルベニスは他の作曲家達よりも国際的だったと思います。 彼の音楽はスペイン風ですが、スタイルは完全に印象派です。」と述べている。
独奏曲だけでなく、モーツァルトのピアノ協奏曲を得意として録音もしており、カーネギー・ホールでの引退コンサートでも、室内楽版を演奏した。
2009年9月25日、バルセロナの病院で死去。